# Minicolumna cortical
Una minicolumna cortical (també anomenada microcolumna cortical) és una columna vertical a través de les capes corticals del cervell. Les neurones dins de la microcolumna "reben entrades comunes, tenen sortides comunes, estan interconnectades i poden constituir una unitat computacional fonamental de l'escorça cerebral". Les minicolumnes comprenen potser entre 80 – 120 neurones, excepte a l'escorça visual primària dels primats (V1), on normalment n'hi ha més del doble. Hi ha unes 2×108 minicolumnes en humans. Segons els càlculs, el diàmetre d'una minicolumna és d'uns 28-40 μm. Les minicolumnes creixen a partir de cèl·lules progenitores dins de l'embrió i contenen neurones dins de múltiples capes (2-6) de l'escorça.

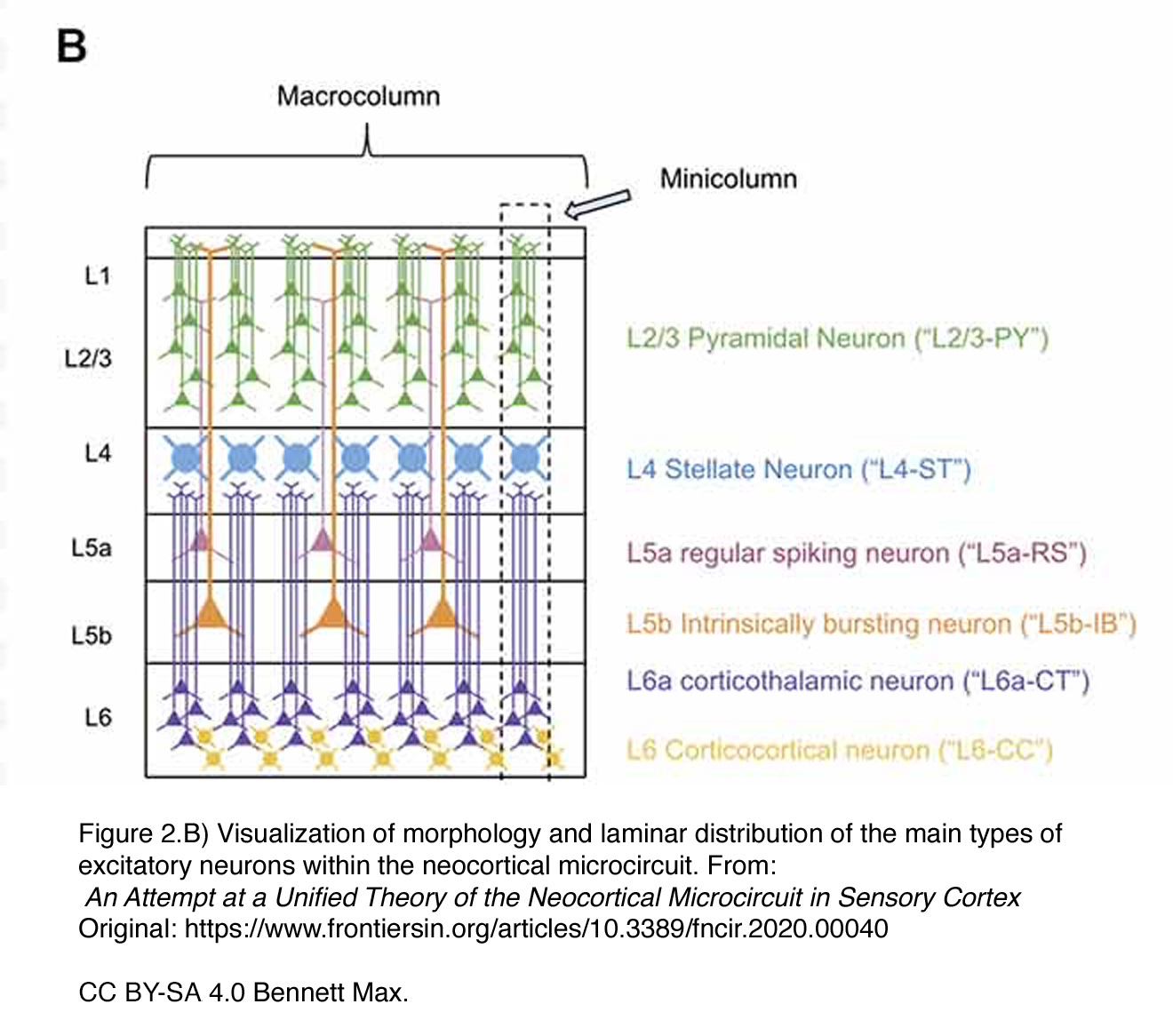
Visualització de minicolumnes corticals dins d'una macrocolumna

Moltes fonts donen suport a l'existència de minicolumnes, especialment Mountcastle, amb evidències sòlides revisades per Buxhoeveden i Casanova que conclouen que "... la minicolumna ha de ser considerada un model fort per a l'organització cortical" i " [la minicolumna és] la plantilla més bàsica i consistent per la qual el neocòrtex organitza els seus circuits, neurones i circuits intrínsecs".
Cèl·lules en 50 Les minicolumnes de μm tenen totes el mateix camp receptiu; les minicolumnes adjacents poden tenir camps diferents.

## Nombre de neurones
Les estimacions del nombre de neurones en una minicolumna oscil·len entre 80 i 100 neurones.
Jones descriu una varietat d'observacions que es poden interpretar com a mini o microcolumnes i dóna exemples de números d'11 a 142 neurones per minicolumna.

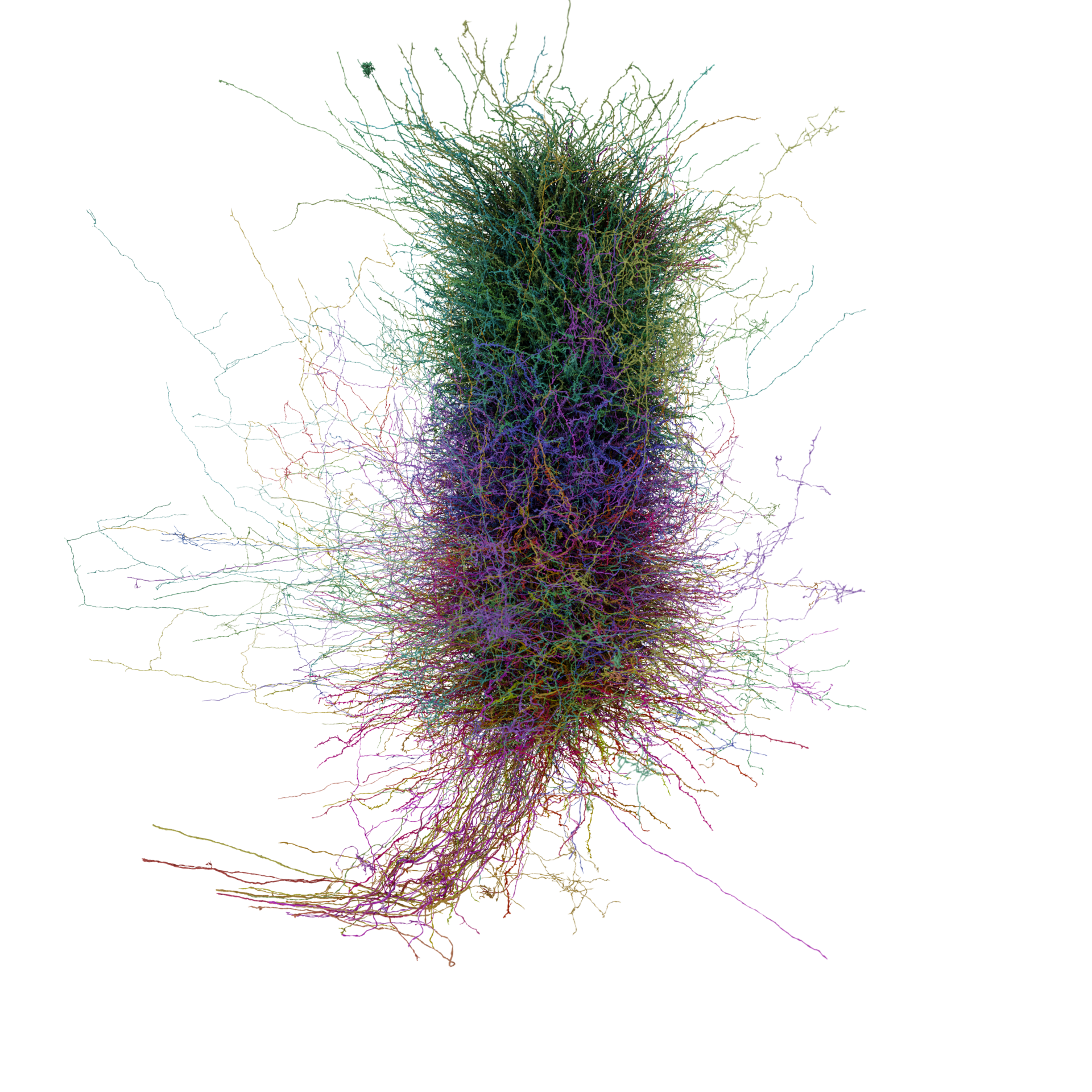
Representació 3D d'una minicolumna cortical a l'escorça visual del ratolí

## Nombre de minicolumnes
Les estimacions del nombre de neurones al còrtex o al neocòrtex són de l'ordre de 2×1010. La majoria (potser el 90%) de les neurones corticals són neurones neocorticals.
Johansson i Lansner utilitzen una estimació de 2×1010 neurones al neocòrtex i una estimació de 100 neurones per minicolumna, donant una estimació de 2×108 minicolumnes.
Sporns et al. doneu una estimació de 2×107– 2×108 minicolumnes.

## Mida de les minicolumnes
La minicolumna mesura de l'ordre de 40 a 50 μm de diàmetre transversal; 35–60 μm; 50 μm amb 80 espai en μm,  o 30 μm amb 50 μm. És possible que les mides més grans no siguin de minicolumnes humanes, per exemple, les minicolumnes V1 del mico macac són 31 μm de diàmetre, amb 142 cèl·lules piramidals  — 1270 columnes per mm2. De la mateixa manera, el gat V1 té minicolumnes molt més grans, ~ 56 μm.
La mida també es pot calcular a partir de consideracions d'àrea. Si l'escorça (ambdós hemisferis) fa 1,27×1011 μm2, llavors si hi ha 2×108 minicolumnes al neocòrtex, cadascuna és de 635 μm2, donant un diàmetre de 28 μm (si l'àrea de l'escorça es dupliqués fins al valor citat habitualment, això augmentaria a 40 μm). Johansson i Lansner fan un càlcul semblant i arriben a 36 μm (p51, darrer paràgraf).
Els axons que es projecten cap avall a les minicolumnes són ≈10 μm de diàmetre, periodicitat i densitat similars a les de l'escorça, però no necessàriament coincidents.